# Akcija stadion (1977.)
Akcija stadion, hrvatski dugometražni film iz 1977. godine.